# Independence (Schiff, 1951)
Die Independence wurde 1951 als Linienschiff für die American Export Lines gebaut. Nach Verwendung durch verschiedene Betreiber unter wechselnden Namen wurde sie schließlich 2008 zu den Abwrackwerften bei Alang geschleppt, wo sie abgebrochen werden sollte. Da das Schiff mit giftigen Materialien belastet war, wurde jedoch eine gezielte Strandung nicht erlaubt und das Schiff vor Gopnath auf einer Sandbank aufgelegt. An dieser Stelle brach der Rumpf hinter dem zweiten Schornstein, so dass eine Wiederflottmachung unmöglich wurde.

## Geschichte

### Liniendienst
Die Independence war eines von zwei Schiffen des MARCOM-Typs P3-S2-DL2. Sie war mit 23.719 BRT etwas kleiner als ihr Schwesterschiff Constitution (23.754 BRT) und wurde, wie diese, von Bethlehem Steel in Quincy (Massachusetts) in den Vereinigten Staaten für American Export Lines gebaut. Ihr Stapellauf fiel auf den 3. Juni 1950, die Arbeiten am Schiff wurden im Januar 1951 beendet. Die Independence hatte wie ihr Schwesterschiff einen schwarzen Rumpf.
Am 11. Februar des gleichen Jahres ging das Schiff auf seine Jungfernfahrt in den Mittelmeerraum. Am 12. April verließ sie das erste Mal als Passagierlinienschiff New York mit dem Ziel Genua; später wurde die Route auf New York – Neapel geändert.
1959 bei Newport News Shipbuilding wurde bei beiden Schiffe der vordere Decksaufbau knapp 7 Meter zum Bug versetzt und um ein Deck erhöht. Hierdurch wurde die Kapazität um über 100 Kojen für die Erste Klasse erhöht. Nach diesem Umbau wurde die Unterbringungsmöglichkeit mit 484 Passagieren für die erste Klasse, 350 für die sogenannte „Cabin Class“ und 254 für die Touristenklasse beziffert. Während der Hochzeit des Schiffes wurden diverse Filme unter anderem mit Stars wie Cary Grant und Deborah Kerr gedreht.
Zu dieser Zeit durften auch Gäste wie der damalige Präsident Harry S. Truman, Alfred Hitchcock, Walt Disney oder Abd al-Aziz ibn Saud begrüßt werden. 1967 wurde der Einsatz beider Schiffe beendet, da die Passagierzahlen zu sehr gesunken waren.
Im Januar 1974 wurden beide Schiffe an die „Atlantic Far East Line Inc“ Teil der Orient Overseas Line des Reeders C.Y. Tung verkauft. Das Schiff wurde auf Oceanic Independence umgetauft und nach einem Umbau mit einer neuen Passagierkapazität von 950 Plätzen weiter im Linienverkehr eingesetzt. Am 17. Januar 1976 wurde sie in Hongkong aufgelegt. Während der Aufliegezeit war zwischenzeitlich die Umbenennung auf Sea Luck I vorbereitet worden, diese wurde jedoch nicht rechtskräftig umgesetzt und sie behielt den Namen Oceanic Independence.

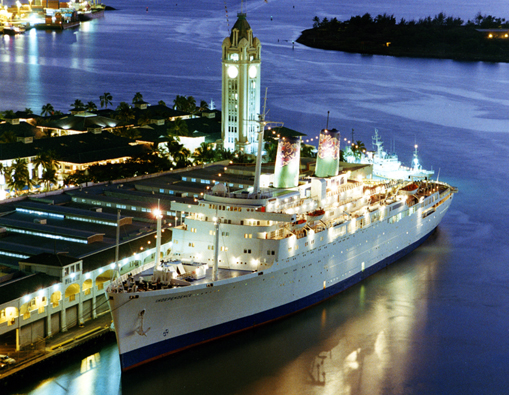
Die Independence 2001 in Honolulu

Aufgrund der Tatsache, dass die Schiffe nicht mehr unter amerikanischer Flagge fuhren, war ein Einsatz in nordamerikanischen Gewässern zunächst nicht möglich.
Hintergrund ist der Passenger Vessel Services Act von 1886, der es Nicht-US-Linien untersagt, Passagiere zwischen zwei US-Häfen zu transportieren, ohne in einem außerhalb des Hoheitsgebietes der Vereinigten Staaten liegenden Hafen festgemacht zu haben. Somit sind auch nur dann die 7-Tage-Reisen zwischen dem Festland und Hawaii möglich, wenn das Schiff die US-Flagge führt. Erschwerend kommt hinzu, dass dieses Gesetz fordert, dass nur in den Vereinigten Staaten gebaute Schiffe als US-Schiffe geflaggt werden können.
1979 stimmten sowohl der Senat der Vereinigten Staaten als auch das Repräsentantenhaus einer Rückkehr in die Vereinigten Staaten zu. Nach aufwändigen Überholungs- und Umbauarbeiten bei Kawasaki Dockyard Co. Ltd. in Kōbe (Japan) verlegte C.Y. Tung die Oceanic Independence 1980 in die neu gegründete American Hawaii Cruises Inc. mit amerikanischem Sitz. Die Oceanic Independence bot nun 750 Passagieren in einer Einheitsklasse Platz und wurde jetzt auf 22.200 BRT vermessen. Sie verließ den Stützpunkt im Juni 1980 zu ihrer ersten Fahrt mit dem neuen Auftraggeber von Honolulu aus. Am 24. September 1981 gab es einen kleineren Zwischenfall mit Sachschaden, alle Passagiere konnten allerdings vom Schiff geborgen und nach Hause geflogen werden. 1982 wurde die American Hawaii Cruises Inc Teil der American Global Line, Inc. und das Schiff wurde wieder in Independence zurückbenannt. 1994 wurde die Independence erneut zeitweise außer Dienst gesetzt, da sie bei der Newport News Shipbuilding überholt wurde. Hierbei wurden auch viele Teile der inzwischen ebenfalls der American Global Line gehörenden Constitution verbaut, welche zu diesem Zeitpunkt bereits auflag. Mit der endgültigen Außerdienststellung der Constitution wurde sie das letzte unter amerikanischer Flagge fahrende Passagierlinienschiff. Durch den Konkurs der American Hawaii Cruises im Jahr 2001 wurde die Independence Eigentum der United States Maritime Administration. Aus diesem Grund wurde das Schiff von Honolulu nach San Francisco verlegt, wo es am 8. November 2001 unter dem Geleit des Feuerlöschbootes Phoenix einlief.
Im Februar 2003 kaufte die Norwegian Cruise Line, die auch die United States erwarb, die Independence auf einer Auktion für 4 Millionen US$. Die Reederei hatte zu diesem Zeitpunkt die Erlaubnis erhalten, unter dem Namen NCL America auch Kreuzfahrten innerhalb der unter US-Verwaltung stehenden Häfen durchzuführen. Mitte 2006 wurde das Schiff in Oceanic umbenannt, dies zu einem Zeitpunkt, als sich bereits das Gerücht über einen bevorstehenden Abbruch hielt. 2007 gab die Norwegian Cruise Line bekannt, dass das Schiff an ein nicht genanntes amerikanisches Unternehmen verkauft worden sei.

### Letzte Reise nach Alang
Am 8. Februar 2008 verließ die Oceanic im Schlepp der Pacific Hickory San Francisco mit Ziel Singapur, später Dubai. Noch während der Reise entstand das Gerücht, dass das Schiff zu einer Abwrackwerft in Indien oder Bangladesch überführt werden solle, dies wiederum führte zu Ermittlungen durch die Environmental Protection Agency. Die Untersuchung endete mit Geldstrafen von 518.500 US-$ insgesamt, davon 32.500 $ für die Global Marketing Systems. Der Rest für Global Shipping LLC. Danach verlor sich zunächst die Spur des Schiffes.
Im Oktober 2009 stellten die indischen Behörden fest, dass das vor Alang liegende Schiff Platinum II, dessen gezielte Strandung zur Abwrackung geplant war, tatsächlich die Oceanic war. Diese war nach Angaben der Behörden mit falschen Papieren ausgestattet und umbenannt worden, um die Auflagen in Bezug auf die Entsorgung toxischer Materialien umgehen zu können. Im Rahmen der weiteren Entscheidungsfindung intervenierte zunächst das Ministerium für Umwelt und Wälder und gab seine Zustimmung zu der gezielten Strandung der Oceanic. Die nachfolgende Kontroverse über die Zukunft des Schiffes führte letztendlich dazu, dass das Schiff bei Gopnath an der Küste von Gujarat auf einer Sandbank aufgelegt wurde.
Diese Maßnahme wurde damit begründet, dass sich neben den toxischen Materialien, die sich letztendlich in allen Schiffen, die in den 1950er und 1960er Jahren gebaut wurden, finden lassen dürften, Spuren von Radioaktivität in ihrem Rauchmeldersystem festgestellt worden seien.
Vermutlich durch sich verändernde Wasserstände und Grundberührung wurde der Schiffsrumpf immer wieder angehoben und schlug danach auf Grund, so dass er im März 2010 etwa im hinteren Drittel auseinanderbrach. Im Januar 2011 war von dem Schiff nichts mehr zu sehen.